# Oyster Bay, New York
Oyster Bay är en kommun i Nassau County i delstaten New York, USA.
Vid sidan om Hempstead och North Hempstead var Oyster Bay en av tre kommuner i de östra delarna av Queens County som inte införlivades i staden New York den 1 januari 1898 när Queens blev en stadsdel i New York. De bildade i stället år 1899 Nassau County.